# SHERPA (단체)
SHERPA(Securing a Hybrid Environment for Research Preservation and Access)는 2002년에 SHERPA 프로젝트를 위하여 설립된 단체이다.
JISC와 인간과 동물의 건강 증진을 위한 세계적인 자선기금인 Wellcome Trust의 지원과 함께 영국의 학술기관 리포지터리 추진 프로그램이 SHRPA에 의해 운영되고 있다. 전 세계의 저널과 출판사에 대한 정보, 저작권 정보 등을 제공하고 있으며, 제출된 연구 논문의 심사 전 논문(pre-print) 및 심사 후 논문(post-print)의 출판사별 아카이빙 정책을 4개의 컬러로 구분하여 제공하고 있다.

## 목적
SHERPA의 목적은 다음과 같다. 첫째, 참여기관에 오픈액세스 e-print 지식정보저장소를 구축하는 것이다. 이때 지식정보저장소는 eprints.org라는 소프트웨어를 사용하여 OAIPMH6) 프로토콜을 준수하도록 한다. 둘째, 지적재산권, 콘텐츠 품질관리, 장서개발정책 및 비즈니스 모델 구축, 학술 커뮤니케이션 풍토개선 등 e-print 장서의 생성, 구축, 유지와 관련된 주요한 이슈를 조사한다. 셋째, 콘텐츠를 효과적으로 배포하고, 상호운용성을 가진 표준을 만들기 위해 OAI service provider(SP)와 협력한다. 현재 SHERPA는 영국의 대표적인 OAI SP인 ePrints UK7)와 협력하고 있다. 넷째, OAIS(Open Archival Information System) 참조모형을 이용하여 e-prints의 디지털 보존을 연구하는 것으로, 디지털 보존은 다른 FAIR 프로젝트와 차별화되는 특성이다. 다섯째, 이와 유사한 서비스를 구축하고자 하는 기관들을 위하여 관련 자료나 경험을 전파한다(SHERPA 2004).

## 업무영역
SHERPA는 프로젝트 관리, 지식정보저장소 생성, 지식정보저장소 활성화, 디지털 보존개념 확립, 지식정보저장소 확산, 연구결과의 공유, 영향력 평가의 7가지 업무영역으로 구성되어 있다(SHERPA 2002). 특히 본 프로젝트에서는 디지털 장서개발 정책, 전자자원의 장기 보존정책, 지적재산권 문제, 저널중심의 기존 출판유통구조에의 변화에 관심을 가지고 있다.

## 같이 보기
- SHERPA/RoMEO

## 참조
1. ↑  김희란, 「대학 기관리포지터리의 구축 및 운영 방안에 관한 연구」, 부산 : 동의대 대학원, 2011, p30.
2. ↑  공저자(황혜경, 김혜선, 최선희), 「오픈엑세스기반 지식정보저장소 구축에 관한 연구」, 서울 : 한국비블리아학회, 2004
3. ↑  공저자(황혜경, 김혜선, 최선희), 「오픈엑세스기반 지식정보저장소 구축에 관한 연구」, 서울 : 한국비블리아학회, 2004